# St. Mauritius (Breslau)

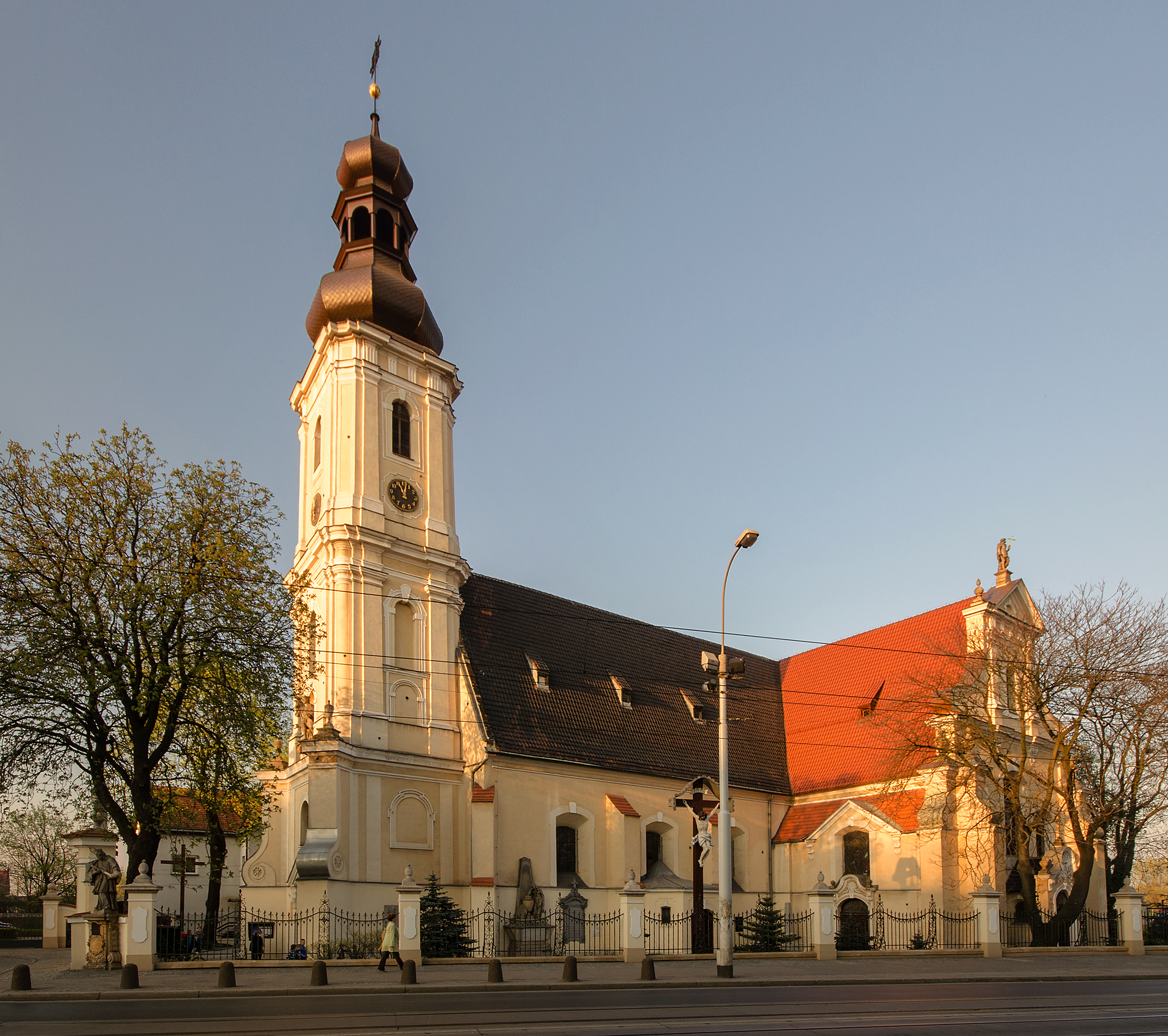
Kirche von der Klosterstraße aus gesehen

Die St.-Mauritius-Kirche (polnisch Kościół św. Maurycego we Wrocławiu) ist eine römisch-katholische Pfarrkirche in Breslau. Hier wirkte von 1932 bis 1946 Paul Peikert als Pfarrer.

## Geschichte

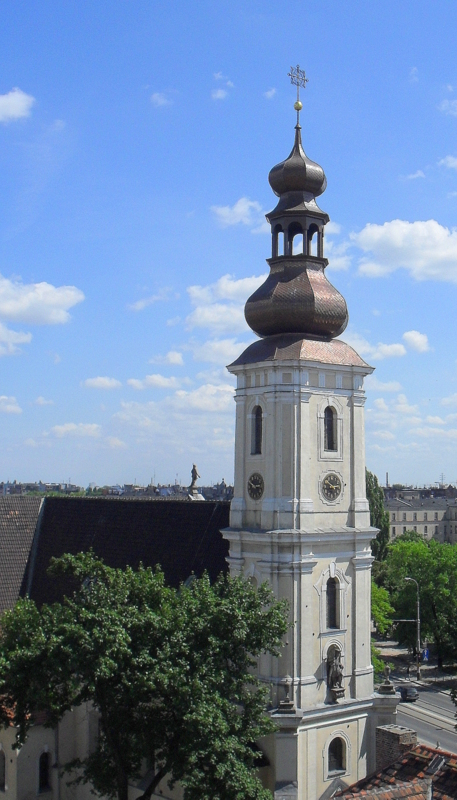
Kirchturm der St.-Mauritius-Kirche

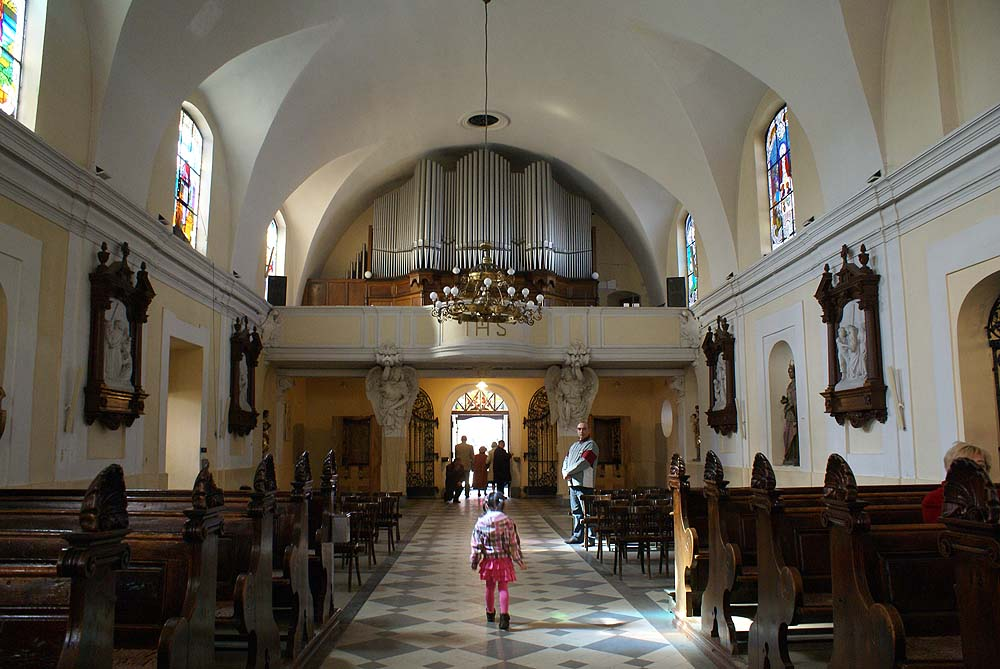
Blick in den Innenraum in Richtung Orgel

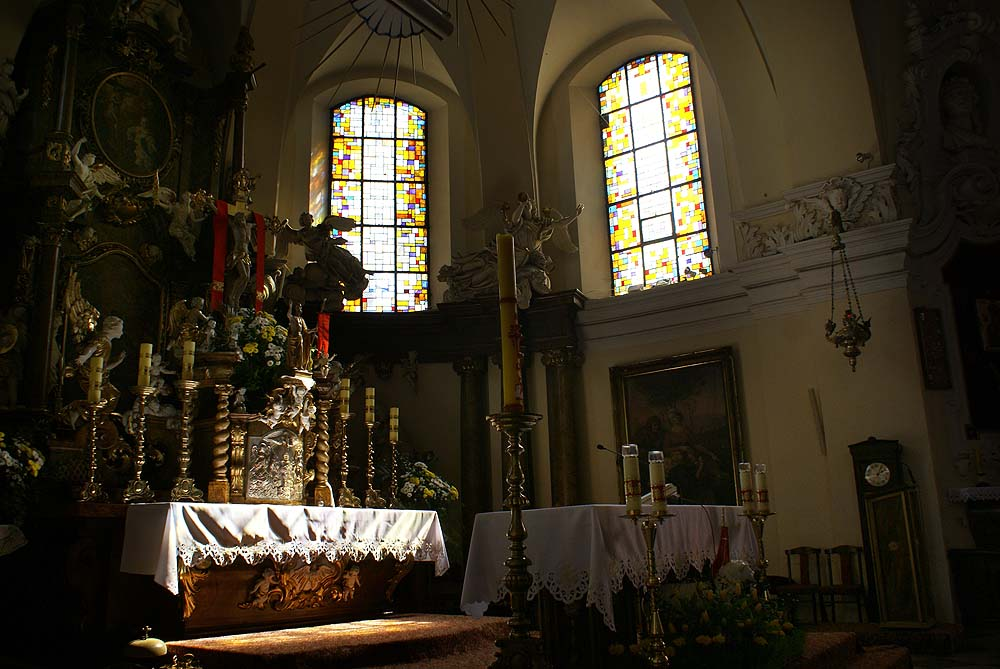
Der Altarraum

Das Gotteshaus gehört zu den ältesten Kirchen Breslaus. Um die Mitte des 12. Jahrhunderts ließen sich Wallonen in der östlichen Vorstadt nieder, die wahrscheinlich von Bischof Walter (1149–1169) herbeigerufen wurden.
Die Wallonen brachten das Patrozinium des heiligen Mauritius mit, dem zu Ehren sie bald eine Kirche erbauten, die 1226 erste Erwähnung findet, aber im Mongolensturm unterging. Die Kirche muss aber bald wieder aufgebaut worden sein, da bereits 1245 ein Pfarrer bei St. Mauritius erwähnt wird. Der bis zuletzt vorhandene Dachstuhl des Langhauses der Kirche stammte aus der 2. Hälfte des 13. Jahrhunderts.
Im Jahre 1530 beabsichtigte der nun lutherische Breslauer Rat, die Mauritiuskirche und das nahe liegende Lazarushospital niederzureißen, er erhielt dafür aber nicht die königliche Genehmigung. Da die Mauritiuskirche unter dem Patronat des Breslauer Bischofs stand, blieb sie in der Reformationszeit katholisch. Nur im Dreißigjährigen Krieg vertrieben die Schweden den katholischen Pfarrer und ließen in den Jahren 1633 bis 1635 lutherische Gottesdienste halten.
1695 wurde das Langhaus eingewölbt, 1711 ein neues Pfarrhaus und 1723/24 der Kirchturm erbaut.
Da die Mauritiuskirche nur 600 Personen fasste, die Katholikenzahl aber auf 22.455 angewachsen war, plante man zunächst einen Neubau, doch wurde die alte Kirche 1897 durch den Anbau eines Kreuzschiffes und eines Presbyteriums erweitert. Der  Glasmaler Alexander Linnemann aus Frankfurt schuf für die Kirche Ende des 19. Jahrhunderts Glasfenster.
Um die Pfarrkirche weiter zu entlasten, erhielten die Breslauer Vororte Klein Tschansch 1909 und Brockau 1910/11 eine eigene Kirche, beide wurden von St. Mauritius abgetrennt und selbstständige Pfarreien.
Der weiteren Entlastung dient die 1932/33 erbaute St.-Josefs-Kirche an der Ofener Straße.
Der letzte deutsche Pfarrer, Erzpriester und Erzbischöflich-Geistlicher Rat Paul Peikert, musste Breslau am 11. Juli 1946 verlassen. Ihm verdankt die St. Mauritius-Kirche den neuen Hochaltar, den Architekt Hans Schlicht entwarf, und den neuen Taufbrunnen, den die Firma Adolph anfertigte.
Durch die starken Kämpfe in Breslau 1945 wurde die Kirche schwer getroffen. Das Dach stürzte durch den Beschuss ein, die Wände und der Turm blieben jedoch stehen. Ebenfalls schwer getroffen wurde das Pfarrhaus. In seinen Tagebüchern berichtet der Pfarrer Paul Peikert, dass gefallene Soldaten einfach im Pfarrgarten verscharrt wurden.